# 西圣玛丽亚
西圣玛丽亚是巴西巴拉那州的一个市镇。总面积847.137平方公里，总人口5590人，人口密度6.6人/平方公里。